# Improphantes contus
Espèce
Improphantes contus est une espèce d'araignées aranéomorphes de la famille des Linyphiidae.

## Distribution
Cette espèce se rencontre au Kazakhstan dans la province du Kazakhstan-Occidental et en Russie.

## Description
Le mâle holotype mesure 2,50 mm et la femelle paratype mesure 2,85 mm.

## Publication originale
- Tanasevitch & Piterkina, 2007 : Four new species of the spider family Linyphiidae (Aranei) from clay semidesert of western Kazakhstan. Arthropoda Selecta, vol. 16, no 1, p. 23-28 (texte intégral).